# Max Schramm (Verwaltungsjurist)
Max Hermann Gustav Johann Schramm (* 14. Februar 1872 in Elmshorn; † 28. Oktober 1947 in Amelinghausen) war ein deutscher Verwaltungsjurist, zuletzt Präsident des Landeskirchenamtes Hannover der Evangelisch-lutherischen Landeskirche Hannovers.

## Leben
Geboren als Sohn des Apothekenbesitzers Wilhelm Schramm besuchte Schramm das Gymnasium in Hannover und schlug nach dem Abitur zunächst die Offizierslaufbahn. Infolge eines Reitunfalls schied er als dienstuntauglich aus der Armee aus und begann er mit dem Studium der Rechtswissenschaften an der Universität Göttingen, das er später in Berlin fortsetzte. Seinen Vorbereitungsdienst leistete er beim Amts- und Landgericht Lüneburg sowie am Oberlandesgericht Celle. Nach dem Assessorexamen trat er in den Verwaltungsdienst über und wurde Regierungsassessor in Oppeln. 1911 wurde er zum Landrat des Landkreises Wittmund ernannt. Hier war ihm besonders die Förderung des Siedlungswesens ein Anliegen. Er sorgte für die Errichtung des Wiesenbauamts und für den Ankauf von Ödland zur Kolonisierung. Durch Verhandlungen konnte er die Verlagerung des Katasteramts nach Wilhelmshaven verhindern, für das ein neues Gebäude in Wittmund errichtet wurde. Ebenfalls fallen in seine Amtszeit die Einrichtung des Kinderheims in Esens sowie die Gründung von landwirtschaftlichen Schulen in Esens und Friedeburg. Auch die Gründung der Kreissparkasse geht auf seine Anregung zurück. 1929 wurde er auf eigenen Wunsch aus dem Staatsdienst entlassen. Bei seinem Ausscheiden errichtete der Kreis Wittmund ihm zu Ehren eine Landrat-Schramm-Stiftung für erholungsbedürftige Kinder des Kreises.
Am 1. Januar 1930 trat Schramm das Amt als Präsident des Landeskirchenamts in Hannover an. Als entschiedener Gegner der Deutschen Christen legte er 1933 sein Amt nieder. Seit 1935 verbrachte er seinen Ruhestand in Göttingen, hielt sich aber auch häufig Amelinghausen auf, wo seine Tochter verheiratet war, und erlag dort im Oktober 1947 einer Krankheit.

## Archiv
- Nachlass im Landeskirchlichen Archiv Hannover (Bestand N 8)

| Personendaten    | Personendaten                                           |
| ---------------- | ------------------------------------------------------- |
| NAME             | Schramm, Max                                            |
| ALTERNATIVNAMEN  | Schramm, Max Hermann Gustav Johann (vollständiger Name) |
| KURZBESCHREIBUNG | deutscher Verwaltungsjurist                             |
| GEBURTSDATUM     | 14. Februar 1872                                        |
| GEBURTSORT       | Elmshorn                                                |
| STERBEDATUM      | 28. Oktober 1947                                        |
| STERBEORT        | Amelinghausen                                           |